# 亚历克·麦克莱恩
亚历克·麦克莱恩（英語：Alec McLean，1950年10月18日—），新西兰男子赛艇运动员。他曾代表新西兰参加1976年夏季奥林匹克运动会赛艇比赛，获得男子八人单桨有舵手铜牌。